# نمژیس
نمژیس (تاتاری: Немеж، ت. «Nemej») روستایی در شهرداری ناحیه ویلنیوس، لیتوانی است. این روستا ۱ کیلومتر (۰٫۶۲ مایل) شرق ویلنیوس قرار دارد و در جنوب‌شرقی آن کنار یک راه‌آن است.

## تاریخچه
باور بر این است که در زمان حکومت ویتائوتاس بزرگ (۱۳۹۲–۱۴۳۰) در نمژیس دژی وجود داشته است. نخستین بار در منابع نوشتاری در سال ۱۴۹۶ به این سکونتگاه اشاره شد؛ هنگامی که الکساندر یاگیلون، دوک بزرگ لیتوانی همسر آیندهٔ خود هلنای مسکو را به آنجا دعوت کرد.

## تاتارهای لیپکا
نمژیس یکی از چندین سکونتگاه در لیتوانی است که تاتارهای لیپکا آنجا زندگی می‌کنند. پس از کارزار ویتائوتاس ضد اردوی زرین در نبرد آب‌های آبی، تاتارها به عنوان اسرای جنگی آورده شدند و اجازهٔ سکونت گرفتند. آن‌ها تا به امروز سنت‌ها و دین اسلام خود را نگه داشته‌اند. در ابتدا تاتارها نگهبانان شخصی دوک بزرگ لیتوانی بودند، اما سپس پیشه‌های غیرنظامی دیگری مانند پرورش اسب، دباغی و باغبانی اختیار کردند. به مرور تاتارها به عنوان باغبان‌های شگفت‌انگیزی شناخته شدند و بادنجان، گوجه‌فرنگی و دیگر سبزیجات را پرورش می‌دادند. حتی تا به امروز، نمژیس برای گلخانه‌های سرشمارش شناخته می‌شود.
نخستین مسجد چوبی در نمژیس در سال ۱۶۸۴ ساخته شد. بعداً آتش گرفت و مسجد نویی در سال ۱۹۰۹ ساخته شد. در دوران شوروی از آن به عنوان انبار استفاده می‌شد. پس از اعلان استقلال لیتوانی، مسجد به کاربری پیشین خود برگشت و از آن برای خدمات دینی استفاده می‌شود. در سال ۱۹۹۳ مسجد بازسازی شد. از آن تنها برای نماز جمعه استفاده می‌شود. مسجد نمژیس یکی از چهار مسجد فعال در لیتوانی است. نمژیس همچنین یک گورستان تاتار و مدرسه تاتار دارد.
در سال ۲۰۱۷، این روستا خانهٔ حدود ۴۰۰ تاتار بود.